# Dandár

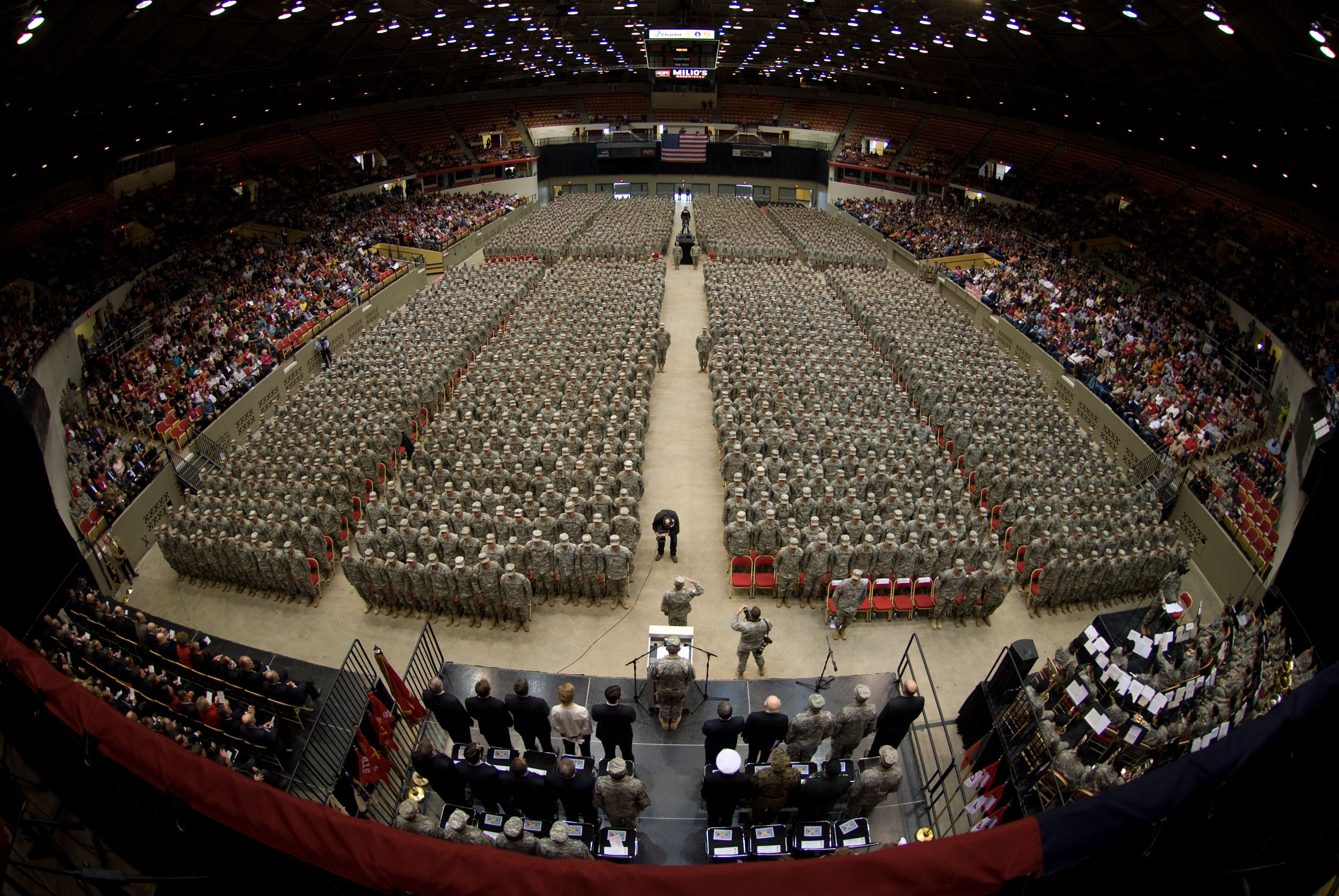
Az Amerikai Egyesült Államok wisconsini Nemzeti Gárdájának (US Wisconsin National Guard) 32. dandárjának (32nd Infantry Brigade Combat Team) 3200 katonája 2009. február 17-én. A pódium előtt a dandár vezénylő altisztje, Sgt. Maj. Ed Hansen fogadja a zászlóaljak vezénylő altisztjeinek jelentését. A szemle után a dandár a texasi Fort Bliss támaszponton vett részt kiegészítő kiképzésben, mielőtt megkezdte volna 10 hónapig tartó bevetését Irakban.

A NATO térképészeti jelölése a saját lövészdandárra.

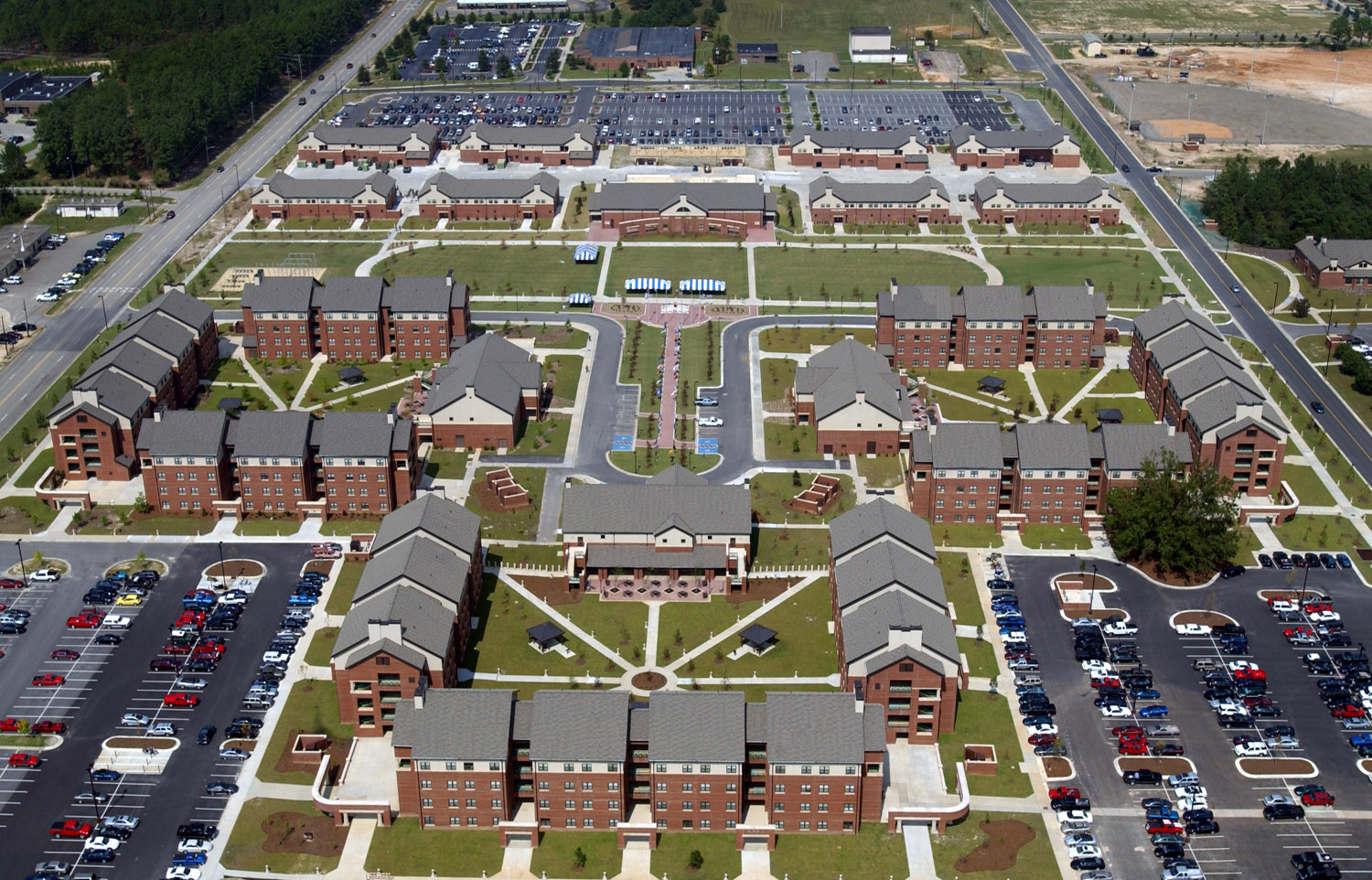
Az észak carolinai Fort Bragg támaszponton az Egyesült Államok Műszaki Hadtest (US Army Corps of Engineers) 1. dandárjának szálláskörlete.

A dandár több manőverezredből vagy zászlóaljból, parancsnoki törzsből, illetve tüzérségi és egyéb harctámogató alegységekből álló katonai egység. A dandárok összetétele, felszerelése nemzetenként és koronként változó, napjaink modern hadseregeire jellemzők a lövész- és a harckocsizó-dandárok. Két vagy több (általában 4) dandár alkot egy hadosztályt, amely – a dandárok fegyverzetétől függően – lehet lövész-, harckocsizó vagy vegyes fegyverzetű.
A dandárhoz harcoló alegységek mellett tartozhatnak harctámogató (felderítő, tüzérségi) és harctámogató-kiszolgáló (logisztikai, szállító, egészségügyi) alegységek is. Emellett bizonyos harcfeladatok végrehajtására a dandár kötelékébe utalhatnak speciális, pl. aknamentesítő, harcfelderítő, ejtőernyős stb. alegységeket.
Elsősorban a NATO-országok fegyveres erőire jellemző az egy feladatra szakosított vagy egyetlen fegyvernemből álló, dandár-szintű egységek létrehozása: felderítő, tüzérségi, légvédelmi, repülő, utász, híradó, szállító. Bizonyos esetekben a dandárt úgy szervezik meg, hogy önállóan is képes legyen harci feladatok végrehajtására, a hadosztály vagy más magasabbegység támogatása nélkül.
A dandár létszáma - országtól, kortól és fegyverzettől függően - körülbelül 2-4000 fő között van, parancsnoka rendszerint dandártábornoki vagy ezredesi rendfokozatot viselő tiszt. A NATO-országokban a dandár létszáma jellemzően 4-5000 fő, de egyes országokban, mint pl. Ausztria és Svájc esetében, egyes dandárok létszáma elérheti a 11 000 főt is. A dandárparancsnok munkáját segíti a dandár törzse, amelynek parancsnoka (törzsfőnök) ezredes. A dandár törzséhez tartoznak általában a törzstisztek, a kisegítők, a speciális feladatot ellátó alegységek összekötő tisztjei, illetve egy híradó alegység.

## Eredete
A dandárszintű, zászlóaljakból álló magasabbegység létrehozására először a harmincéves háború alatt került sor: Gusztáv Adolf svéd király ezzel próbálta elejét venni a korabeli hadseregszervezésből - amely a zászlóalj szintű egységekre épült - adódó kommunikációs és együttműködésbeli problémáknak.
A harmincéves háborúban kialakított dandár jellegű egység elég vegyes képet mutatott, hiszen tartoztak hozzá gyalogos és lovas alegységek, tüzérség. A svéd újítást hamarosan átvette a francia Henri de la Tour d'Auvergne tábornok, Turenne vikomtja, aki az alkalmilag összeállított dandár helyett állandó egységek létrehozását rendelte el és megalkotta a brigadier des armées du roi
(szó szerinti fordításban "a királyi hadsereg brigadérosa") rangot. Ezt később lerövidítették général de brigade-ra, amelyet aztán más országok is átvettek, mint a dandár parancsnokának megnevezését (pl. angol brigadier general, brigadier), a magyar nyelvben pedig a brigadéros formában honosodott meg.

### Etimológiája
A dandár angol megfelelőjének (brigade) neve az olasz brigat szóból ered, amelynek jelentése „katonacsapat”. A magyar megnevezés („dandár”) oszmán-török jövevényszó.
A brigád szót a magyar nyelv más értelemben vette át: a második világháború után az egyes vállalatoknál kialakított (szocialista) munkaközösségek kapták a brigád nevet, mint pl. Lenin szocialista brigád

## Dandárok az egyes országok fegyveres erőiben

### Magyarország
A I. világháborúban sok ország fegyveres ereje a 2 ezredes dandár felépítést használta.
A II. világháború utáni magyar haderőszervezet, szovjet mintára az ezredre alapult és csak az 1987-et követő (RUBIN feladat) haderőátalakítások után jöttek létre a dandárok. A Magyar Honvédség jelenlegi szervezetében a Magyar Honvédség Összhaderőnemi Parancsnokság alárendeltségébe tartozó dandárok:
- a debreceni központú MH Bocskai István 11. Páncélozott Hajdúdandár
- a hódmezővásárhelyi MH Kinizsi Pál 30. Páncélozott Gyalogdandár
- a tatai központú MH Klapka György 1. Páncélosdandár.
- a szolnoki központú MH vitéz Bertalan Árpád 1. Különleges Rendeltetésű Dandár

Emellett továbbra is léteznek ezred szintű önálló egységek, mint pl. a MH Bornemissza Gergely 2. Felderítőezred, a Magyar Honvédség Dánielfy Tibor 205. Légvédelmi Rakétaezred vagy MH. 37 II. Rákóczi Ferenc Műszaki Ezred, valamint dandárszintű szervezet az MH 86. Szolnok Helikopter Bázis is.

### Ausztrália
A dandár az Ausztrál Hadsereg (Australian Army) legelemibb taktikai egysége, mivel az ezredek alatt az ausztrál gyalogságnál kizárólag adminisztratív egységeket értünk, míg lovasság esetén az ezred zászlóalj méretet jelöl. Egy tipikus dandár két gyalogsági zászlóaljból, egy gépesített ezredből, egy tüzérségi ezredből és egyéb logisztikai és mérnöki egységekből áll, létszáma jellemzően 5500 fő. Vezetőjének elnevezése Brigadéros, ami általában ezredesi, ritkábban dandártábornoki rangot takar.

### Egyesült Királyság
A dandár, mint harci és nem mint regionális adminisztratív egység a 19. század óta nyilvántartott egység (mint például lovassági dandár vagy gyalogsági dandár.) A II. világháború óta a dandárokat nem típus szerint tartják nyilván. A hadosztályon belüli dandárok általában nem parancsnokolnak a harci kiegészítő vagy harci támogató egységek felett, azok hadosztályi parancsnokság alatt maradnak, bár előfordulhat, hogy állandó jelleggel valamelyik dandár kötelékéhez rendelik őket (mint dandár-csoport). Tradicionálisan a gyalogsági vagy lovasság/páncélos dandárok három vagy négy harci zászlóaljból álltak, az utóbbi időben azonban nagyobb dandárok tipikusak, melyeket tüzérségi és mérnöki zászlóaljak hozzárendelésével alakítottak ki.
1918-ig az Egyesült Királyságban minden dandár vezetőjét dandár őrnagynak hívtak. 1922 előtt a Brit Hadsereg dandárjait általában egycsillagos dandártábornokok vezették, ezt követően a pozíciót Brigadéros elnevezéssel őrnagyi ranggal bíró harctéri tisztek töltötték be.
1859-1938 között a dandár (dandár-hadosztályként 1885 és 1903 között) elnevezést használta a Királyi Tüzérség is a zászlóalj méretű egységeire. Ez azért alakulhatott ki, mert ellentétben a gyalogsági vagy lovassági ezredekkel melyek természetesen működtek együtt a tüzérségi ütegeket külön vezényelték és csoportosítva kezelték őket. Az ilyen dandárok vezetője a Királyi Tüzérségnél egy alezredes volt. 1938-ban a Királyi Tüzérség is átvette az ezred elnevezést ezekre az egységekre és a dandár elnevezést innentől kezdve a légvédelmi tüzérségi ezredek felettes szervezeti egységére kezdte el használni, melyet egy brigadéros vezetett (ezredesi vagy dandártábornoki rangban).
A II. világháború során a könnyűpáncélos dandár három tankezredből állt és fel volt szerelve gyalogsági (könnyű) tankokkal a gyalogsági hadosztályok támogatására. A páncélos dandárokat nehéz vagy közepes tank-hadosztállyal (a Kölcsönbérleti szerződés részeként) és gépesített gyalogsági egységekkel szerelték fel. A páncélos hadosztályok egy vagy több páncélos dandárból álltak.

### Kanada
A Kanadai Hadsereg jelenleg 3 állandó dandárral rendelkezik, melyeket Kanadai Gépesített Dandárcsoportnak (Canadian Mechanized Brigade Group, CMBG) neveznek: 1. CMBG, 2. CMBG mely tartalmazza a sorköteles hadsereg angol nyelvű csapatait és 5. CMBG, a sorköteles francia nyelvű csapatokkal. Mindegyik CBMG két gépesített gyalogsági hadosztállyal, egy könnyű gyalogsági hadosztállyal, egy páncélos ezreddel, egy gépesített tüzérségi ezreddel, egy mérnöki ezreddel és egy harctámogató (CSS) hadosztállyal rendelkezik. Minden CMBG-vel közös helyszínen található egy tábori kórház, egy taktikai helikopteres osztag és egy katonai rendőri szakasz. A CMBG-k átlagos létszáma 5000 fő. Ezen felül Kanada rendelkezik 10 Elsődleges Tartalékos Dandárral (Canadian Brigade Group, CBG), ezek a 31.-39. CBG és a 41. CBG. Ezek a CBG csapatok elsősorban adminisztratív feladatokat látnak el.

### Kínai Köztársaság (1911–1947)
A Kínai Köztársaság Nemzeti Forradalmi Hadseregének szervezeti egysége úgyszintén a dandár volt. A gyalogsági és lovassági dandárok két hadosztályból álltak. 1938-at követően a dandárok szerepkörét ezredekkel vetették át, a vezetési lánc egyszerűsítéséből kifolyólag.

### Amerikai Egyesült Államok
Az Amerikai Egyesült Államok hadseregében (US Army) a dandár mint szervezeti egység kisebb, mint a hadosztály és közel egyenértékű vagy egy kicsit nagyobb az ezrednél. A létszám tipikusan 2500 és 4000 között változik. Az amerikai polgárháború alatt és követően egészen az első világháborúig a Hadsereg dandárjai általában legalább kettő vagy több, de leginkább 5 zászlóaljból álltak, ez azonban a második világháborút megelőző átszervezések során megváltozott. Mostanában a Hadsereg inkább olyan modellre váltott ahol a dandárok rendelkeznek a harcoló (manőver) alegységekkel és a szükséges közvetlen harctámogató és harctámogató-kiszolgáló alegységekkel, egyetlen szervezetben. Mostanra ez a felállás az alap mind a Hadsereg (U.S. Army), mind a Tartalék Hadsereg (U.S. Army Reserve), mind pedig a Nemzeti Gárda (U.S. National Guard) szervezetében.
Az Egyesült Államok Tengerészgyalogságánál (U.S. Marine Corps) dandárokat kizárólag időszakosan, konkrét feladatokra hoznak létre. Ellentétben a Egyesült Államok hadseregével a Tengerészgyalogságnál az ezred struktúra állandó, ezért dandárokat csak különleges kiküldetési feladatokra hoznak létre, ilyenkor ezeken mint kisebb Tengerészgyalogsági Kiküldetési Hadsereg (Marine Expeditionary Force, MEF) vesznek részt. Ilyenre példa a Tarawa MEF az Iraq Freedom hadművelet során.
A dandár parancsnoka általában egy ezredes, ugyanakkor megfelelő ezredes hiányában alezredes is lehet megbízott parancsnok. A tipikus szolgálati idő ilyen beosztásban 24-36 hónap.
A dandár parancsnokának rendelkezésre áll a dandár hadműveleti törzse, hogy segítse a dandár és az alárendelt alegységek vezetését. A törzs tipikus szervezeti felépítése:
- Dandárparancsnok-helyettes: általában egy alezredes (ha a vezető ezredesi rendfokozatot visel)
- Dandár vezénylőzászlósa
- Személyügyi részlegvezető tiszt (S1) általában őrnagyi rendfokozatban
- Felderítő részlegvezető tiszt (S2) általában őrnagyi rendfokozatban
- Hadműveleti részlegvezető tiszt (S3) általában alezredesi rendfokozatban
- Logisztikai részlegvezető tiszt (S4) általában őrnagyi rendfokozatban
- Tervező részlegvezető tiszt (S5) általában őrnagyi rendfokozatban
- Híradó részlegvezető tiszt (S6) általában őrnagyi rendfokozatban
- Egészségügyi tiszt, általában őrnagyi rendfokozatban
- Jogász (JAG), általában őrnagyi rendfokozatban
- Tábori lelkész, általában őrnagyi rendfokozatban

Ezen felül a dandár központi vezetésében további alacsonyabb rendfokozatú törzstisztek, megbízott tisztek és egyéb törzsvezetési katonák találhatóak, akik szabályozott feladatköröket látnak el.

## Fordítás
- Ez a szócikk részben vagy egészben  a   Brigade című angol Wikipédia-szócikk fordításán alapul.  Az eredeti cikk szerkesztőit annak laptörténete sorolja fel. Ez a jelzés csupán a megfogalmazás eredetét és a szerzői jogokat jelzi, nem szolgál a cikkben szereplő információk forrásmegjelöléseként.